# Oorlog van Heraclianus
De oorlog van Heraclianus was een kort militair conflict in 412-413, tussen de keizerlijke generaals Heraclianus en Constantius III, in een periode die bekend staat als zeer onrustig en met veel geweld. In het West-Romeinse rijk was sprake van een groot aantal opstanden en diverse groepen barbaarse volksstammen doorkruisten het rijk. Het conflict tussen Heraclianus en Constantius kan worden gezien als een van de vele schakels in de keten van gebeurtenissen, die de ondergang van het Romeinse rijk in gang zette. In het conflict bleef Constantius trouw aan de keizer en probeerde Heraclianus zelf keizer van het rijk te worden. 

## Overgeleverde bronnen
Ondanks de historische betekenis van de gebeurtenissen, zijn er weinig primaire bronnen over het conflict zelf bewaard gebleven. Het weinige dat bekend is, komt uit de beschrijvingen van de tijdgenoten Orosius, Hydatius, Prosper van Aquitanië en Zosimus.

## Aanleiding
Constantius was opperbevelhebber van de West-Romeinse keizer Honorius, Heraclianus een Romeinse generaal die als militair gouverneur  (comes) de provincie Africa bestuurde. De twee rivalen maakten beiden carrière in het Romeinse leger na de val van Stilicho in 408 en stonden op goede voet met keizer Honorius. Heraclianus was degene die de opdracht van Honorius kreeg om Stilicho te arresteren. In Constantius zag Honorius de juiste persoon om zijn leger te leiden. De benoeming van Constantius tot opperbevelhebber leidde tot een oplopende ruzie die in 412 resulterende in het uiteindelijke conflict. 
Volgens Orosius werd Heraclianus in 409 benoemd tot de nieuwe militaire gouverneur van de Noord-Afrikaanse provincie. Orosius stelt dat zijn voorganger Johannes vermoord was. In een ander verslag stelt Zosimus echter dat Heraclianus de opvolger was van Bathanarius, zwager van Stilicho, die ter dood werd gebracht door keizer Honorius. Met deze benoeming werd Heraclianus beloond voor zijn goede diensten. 
Heraclianus steunde de keizer toen Priscus Attalus in 409 met de hulp van de Visigoten van koning Alarik I, in Italië in opstand kwam tegen Honorius, wiens zetel van de macht in Ravenna was. Attalus richtte vervolgens zijn eigen hof op in Rome. Heraclianus zag in dit conflict erop toe dat vanuit de Afrikaanse havens geen schepen met graan naar Rome vertrokken om de stad te bevoorraden. Door de graantoevoer te beperken trachtte Heraclianus Rome uit te hongeren, zodat de bevolking tegen de usurpator in opstand kwam. Attalus bracht vervolgens een leger van Visigoten tegen Heraclianus in stelling dat echter weinig succesvol was. Honorius bood in 410 aan om de macht met Attalus te delen, maar deze weigerde. Attalus werd vervolgens afgezet door Alarik nadat hij weigerde hem een nieuwe veldtocht naar Africa te laten leiden. Als beloning voor zijn goede diensten werd Heraclianus in 412 door Honorius aangewezen voor het consulaat van het jaar 413. Echter heeft de daadwerkelijke benoeming tot consul nooit plaatsgevonden, want nadat Constantius in 411 tot opperbevelhebber werd benoemd keerde Heraclianus zich tegen de keizer. Zelfverzekerd van zijn eigen kracht en aangespoord door Sabinus, zijn schoonzoon, kwam hij in opstand. Hij riep zichzelf daarbij uit tot keizer.

## Het conflict
Heraclianus eerste daad in het conflict was het stopzetten van de graanleveringen naar de stad Rome, zoals hij eerder met succes had gedaan tegen de usurpator Priscus Attalus. Hetzelfde deed hij met de leveranties aan de Visigoten van Athaulf die in de buurt van Marseille in het zuiden van Gallië verbleven. Zijn volgende zet was het samenstellen van vloot om troepen naar Italië over te kunnen zetten voor een invasie. In hoofdstad Ravenna reageerde Honorius op deze bedreigen door Heraclianus en zijn aanhangers tot vijanden van de staat te verklaren en ter dood te veroordelen bij edict op 7 juli 412. 
Het gedrag van Heraclianus is moeilijk te verklaren, want tot halverwege 412 waren er geen duidelijke tekenen van problemen in Afrika. Er is betoogd dat Heraclianus in opstand kwam om te voorkomen dat hij gevolgen zou ondervinden voor de misdaden die hij tegen vluchtelingen had begaan. Dit is echter gebaseerd op de getuigenis van Hiëronymus, duidelijk overdreven en van dubieuze betrouwbaarheid. Orosius beweert dat Heraclianus in opstand kwam, omdat hij voelde dat hij in gevaar was, maar verklaart niet de precieze aard van dit gevaar ( Oost heeft echter aannemelijk gemaakt dat de opkomst van Honorius' nieuwe Magister utriusque milities Constantius hiervan de oorzaak was. 
Begin maart 413 landde Heraclianus in Italië ter hoogte van Rome met een leger om tegen Honorius ten strijde te trekken. Hij marcheerde over de Via Flaminia naar het noorden, waar hij bij Utriculum in gevecht raakte met het Romeinse leger, dat onder bevel stond van generaal Marinus. Met betrekking tot de gebeurtenissen die plaatsvonden zijn er twee versies overgeleverd. Volgens Orosius en Marcellinus Comes arriveerde Heraclianus in Italië en trok op naar Rome, maar schrok hij van de grootte van het leger dat Constantius tegen hem in stelling bracht. Hij liet zijn leger in de steek en vluchtte naar Carthago, waar hij gevangen werd genomen en op 7 maart ter dood gebracht. In een de tweede versie die overgeleverd is, en van de hand van Hydatius, werd het leger van Heraclianus verslagen in Utriculum (misschien Oriculum, in Umbrië, halverwege tussen Rome en Ravenna), in een strijd met 50.000 doden. Na zijn nederlaag sloeg Heraclianus op de vlucht naar Carthago, waar hij ter dood werd gebracht door gezanten die door Honorius op hem af waren gestuurd. Hij werd vermoord in de tempel van Memoria.  Sabinus, de schoonzoon van Heraclianus, vluchtte naar het oostelijke hof in Constantinopel, maar werd later teruggestuurd en vervolgens verbannen.
Latere historici hebben geconcludeerd dat juist het vertrek van de Visigoten naar Gallië in 412 er toe leidde dat Constantius in Italië zijn handen vrij had en al zijn aandacht op Heraclianus kon richten. Het stelde hem in staat al zijn troepen in te zetten toen Heraclianus begin maart 413 in Italië arriveerde. Modere historici als Wijnendaele daarentegen concluderen dat Constantius juist afwezig was met zijn Comitatenses  (veldleger) en dat Heraclianus werd verslagen door de Scholae (elite eenheid), de enige troepen die achterbleven ter bescherming van keizer Honorius. Deze bewering wordt ondersteund door de overlevering dat het leger van Honorius niet door Contantinus III werd aangevoerd, maar onder bevel stond van Marinus, de comes domesticorum, na de magisteri militum de belangrijkste generaal in Italië. Het is niet ondenkbaar dat dit elite-leger het numerieke sterke Afrikaanse leger in een hinderlaag lokte en door een tactisch voordeel gemakkelijk heeft kunnen verslaan. 

## Gevolgen
Heraclianus' naam komt niet voor in de Fasti consulares, de lijst van alle Romeinse consuls, omdat keizer Honorius zijn benoeming heeft ingetrokken toen Heraclianus in opstand kwam. Flavius Lucius staat als enige dat jaar als consul geboekstaafd. De daden van Heraclianus werden doodgezwegen en al zijn bezittingen,  2.000 pond goud en land van dezelfde waarde, werden na zijn dood in beslag genomen en aan Constantius gegeven.
Ondanks de overwinning van Constantius III was het conflict tussen keizerlijke generaals een voorbode van wat later de neergang van het Romeinse rijk zou veroorzaken. De burgeroorlog zorgde mede voor een verzwakking van de Romeinse staat, waardoor het politieke, militaire en economische systeem van het ooit zo glorieus Romeinse rijk versneld in een neerwaarts proces terecht kwam dat leidde tot haar ineenstorting. Het conflict tussen Constantius III en Heraclianus kan daarom worden gezien als een van de vele schakels in de keten van gebeurtenissen, die de ondergang van het Romeinse rijk in gang zette. De oorlog in 413 maakte deel uit van de ondergang, die een keerpunt markeerde in de Europese geschiedenis.